# Okushiri (ö)

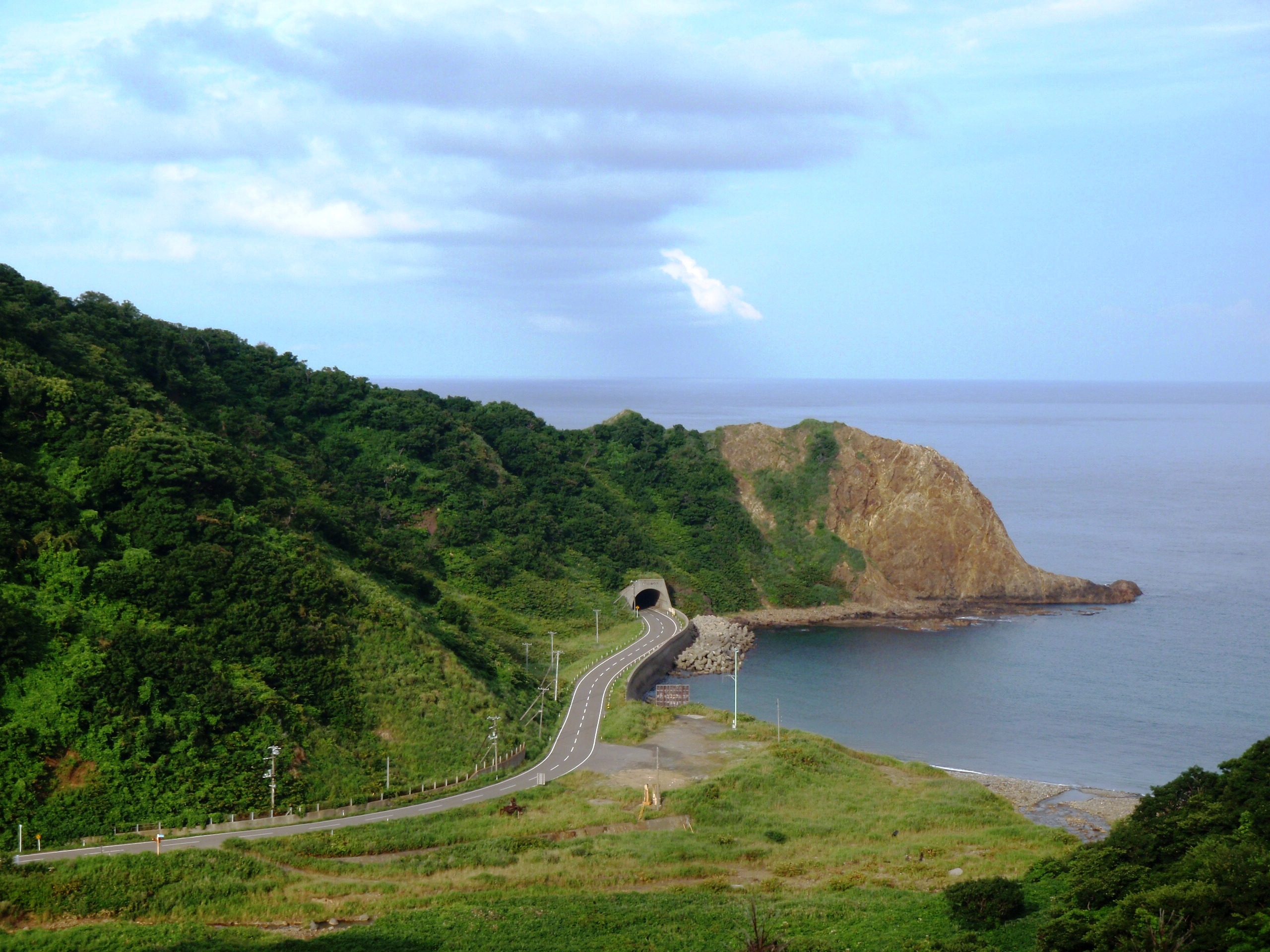
Okushiri, 2011.

Okushiri är en ö i Hokkaido prefektur, Japan. Den ligger cirka 20 kilometer utanför ön Hokkaidos sydvästra del. Ön är 27 kilometer i nord-sydlig riktning och 11 kilometer i väst-östlig riktning.  Ön ligger i sin helhet i landskommunen Okushiri. 
Okushiri drabbades hårt av en jordbävning 1993 och 165 personer miste livet på ön. 
Ön har dels flygförbindelse med Hakodate, dels färjeförbindelse med Esashi och Setana.